# Horniulus
Horniulus is een geslacht van kevers uit de familie van de loopkevers (Carabidae). De wetenschappelijke naam van het geslacht is voor het eerst geldig gepubliceerd in 1932 door Jedlicka.

## Soorten
Het geslacht Horniulus omvat de volgende soorten:
- Horniulus andrewesi Jedlicka, 1932
- Horniulus quadrimaculatus Louwerens, 1953